# St. Nikolaus (Mombach)
Die römisch-katholische Kirche St. Nikolaus in Mainz-Mombach in der „Pfarrei St. Elisabeth Mainz und Budenheim“ der Region Rheinhessen im Bistum Mainz ist ein 1956 eingeweihter Neubau, der auf dem Gelände eines Vorgängerbaus von 1703 errichtet wurde. Das historische Gotteshaus wurde am 11. August 1942 durch RAF-Bomber so schwer beschädigt, dass man es später abriss. Das Patrozinium des Nikolaus von Myra wurde beibehalten, da in früherer Zeit ein großer Teil der Einwohner von Mombach Schiffer, Fährleute, Flößer, Sandfärcher und Fischer waren. Die Nikolauskirche ist ein charakteristisches Beispiel für den modernen Kirchenbau der 1950er-Jahre und setzt die Idee einer Zentralkirche konsequent um.

## Architektur

### Kirchengebäude
Der Grundriss der Kirche hat die Form eines griechischen Kreuzes. Die klare Formsprache des Innenraums ist von der vorkonziliarem Erwartung einer Liturgiereform bestimmt. Das modern gestaltete Kirchengebäude wurde von den Mainzer Architekten Laubach und Lenz unter Beteiligung des Pfarrers und den Beratern Pater Urban Koch SSCC, Prälat August Schuchert und Heinrich Gruber geplant. Die künstlerische Ausgestaltung lag in den Händen von Heinz Hemrich. Die farbliche Gestaltung der Betonglasfenster an vier Seiten oblag dem jungen Künstler Robert Köck.
Auffallendstes Merkmal des modernen Kirchenbaus sind neben dem kreuzförmigen Grundriss vier mächtige polygonale Pfeiler aus grauem Sichtbeton, die an den Eckpunkten der „echten Vierung“ emporstreben und sich im Scheitelpunkt des Daches vereinigen. Die starken Pfeiler sollen die vier Evangelisten symbolisieren. Über dem Gemeinderaum ist die Decke in Lamellenform ausgeführt.
Im Turm der Kirche hängen heute fünf Glocken. Drei davon stammen aus dem Jahr 1923. Damals goss die renommierte Glockengießerei Otto in Hemelingen/Bremen vier Bronzeglocken, gestimmt auf die Töne cis’, e’, fis’, e’, mit folgenden Durchmessern: 1500 mm, 1260 mm, 1120 mm, 1030 mm und Gewichten: 2180 kg, 1320 kg, 960 kg, 639 kg. Die drei größeren Glocken überlebten die Glockenbeschlagnahme des Zweiten Weltkrieges. Die kleine Glocke war im Turm verblieben und wurde wie die Kirche ein Opfer der Bomben. Anfang des 21. Jh. wurde das Geläut durch zwei neue Glocken ergänzt.

### Innenraum
Dem Zeitraum ihrer Errichtung entsprechend ist die Kirche sehr schlicht gestaltet und ausgestattet. Den Mittelpunkt des Innenraums bildet der Altarraum als zentraler Ort der Heiligen Messe und liturgischer Mittelpunkt, gemäß der erwarteten Reform des zweiten Vatikanums, der die tätige Teilnahme (Participatio actuosa) des versammelten Gottesvolks ermöglichen soll. Er ist durch eine Stufe abgesetzt. Der Volksaltar in diesem Raum orientiert sich nach SüdSüdWest und ist mit drei weiteren Stufen abgesetzt und erhöht. In diesem Südflügel befindet sich auch die Orgel der Lübecker Firma Kemper. Bei der Gestaltung des Orgelprospekts war eine schmale Gratwanderung zu meistern. Die Orgel musste sich in das Kirchengebäude einfügen durfte den Blick zur verglasten Südwand nicht beschneiden. Man entschied sich für zwei Prospekte, die vor den Seitenwänden des Südflügels aufgebaut wurden. Die Pfeifen steigen linear symmetrisch vom Altar wegführend an, um dann kurz vor der Südwand in einem kurzen Stück wieder abzufallen. Der Spieltisch befindet sich zwischen den Orgelflügeln und hinter dem Altar.